# Sins
『sins』（シンズ）は、2022年3月8日にrock field×コロムビアよりリリースされたシンダーエラの1枚目のオリジナルアルバム。

## 概要
これまで配信限定で4曲入りアルバム
「cinder-ella」「LOVE」をリリースしていたが、CD作品としては本作が初となる。
2021年12月27日に開催された定期主催ライブ「sins vol.5」にてリリースが発表された。
上記2作の全収録曲に加え、ライブでのみ披露されていた未音源化楽曲4曲とライブの登場SEを加えた全13曲が収録されている。
te'のkonoがサウンドプロデュースを手掛け、 呪いがコンセプトのアイドルじゅじゅをプロデュースするだいきがメロディーラインやコーラスアレンジを行う異色のコラボレーション作品となっている。
アルバムのタイトルについて、プロデューサーのだいき曰く本来は「seven deadly sins（七つの大罪）」にしたかったものの、七つの大罪のすべての楽曲を揃えることが難しく「sins」に変更したという。

ジャケットアートワークは鳥葬をイメージしており、sins（罪）を鳥が全部食べて運び去ってくれるような表現にしたいというだいきの意図によるもの。
販売初日に942枚を売り上げ、2022年3月7日付オリコンデイリーアルバムチャートにて2位を獲得、また2022年3月21日付ウィークリーアルバムチャートでは、集計上もっとも不利な火曜発売ながら1,353枚を売り上げ33位を記録した。

## 収録曲
1. Door
  - 作曲：daiki

ライブの入場用SE。元々は「cinder-ella」というタイトルだったが、音源化にあたり改題された。
音源自体はTwitterにて公開されている1stワンマンライブのDVD/Blu-rayリリースおよび楽曲配信告知ティザーにて聴くことができた。[6]
2. YHWH
  - 作詞：daiki　作曲：kono(te')・daiki

曲名の読みは「ヤハウェ」。
本作にて初音源化。リリース発表前からミュージックビデオが公開されていた。
だいきによると、「七つの大罪」というテーマを昇華させるためのシンダーエラなりの賛美歌であり、本作ならびに今のシンダーエラのコンセプトの一つであるとのこと。また、今後の広げ方において一つの定規のような役割を果たすと語っている。[2]
2022年9月18日にタイでおこなわれた「IDOL SCAPE Vol.1」では、本曲のMVにタイ語字幕を加えた映像をバックスクリーンに流しながら披露した。使用された映像はライブ終了後にYouTubeで公開されている。[7]
3. 暗赤の薔薇
  - 作詞：daiki　作曲：松尾昌樹

配信アルバム「cinder-ella」収録曲。
2019年9月30日に初披露された楽曲だが、それ以前からプロデューサーのだいきがグループのロゴデザインについて「暗赤の薔薇」である旨を言及していた。[8]
明暗、うゆゆかが歌詞に共感できる曲として挙げている。[9]
4. 死返し
  - 作詞：ハシバタカナリ　作曲：KUMA

配信アルバム「cinder-ella」収録曲。
タイトルが半年近く決まらなかったという。[10]
5. LOVE
  - 作詞：daiki　作曲：kono(te')

配信アルバム「LOVE」収録の表題曲。
公式Twitterアカウントにて本楽曲を使用したスポット映像が公開されている。
残響レコードの英語版TwitterアカウントではフルサイズMVの存在が示唆されていたが、2022年現在公開はされていない。[11]
6. Greed
  - 作詞：Rui　作曲：kono(te')

配信アルバム「LOVE」収録曲。
当初は「GREED」の表記だった。
7. Well
  - 作詞：Rui　作曲：kono(te')

配信アルバム「LOVE」収録曲。
リリース当時のライブでは披露される頻度がもっとも多い楽曲であり、プロモーションの一環で出演した配信番組「ミュージック☆ヒットパレード」内のスタジオライブでも披露された。[12]
8. Envy
  - 作詞：Rui　作曲：kono(te')

本作にて初音源化。
アルバムリリースの発表と共に公開されたギュウ農フェスでのライブ映像に収録されている。
9. Cage
  - 作詞：Rui　作曲：kono(te')

本作にて初音源化。リリース詳細発表までは「cage」表記だった。
初披露は2020年12月27日であり、お披露目から約1年3ヶ月を経て音源化されることとなった。
10. 君のいない世界
  - 作詞・作曲：ハシバタカナリ

配信アルバム「cinder-ella」収録曲。
プレデビューライブで披露されたデビュー曲。
ライブでは稀にイントロの冒頭部分をカットしたバージョンを披露することがある。
11. NOT FRIEND
  - 作詞・作曲：ハシバタカナリ

配信アルバム「cinder-ella」収録曲。
ライブでは、イントロにアレンジが加えられていたり、次曲とシームレスに繋がるようにアウトロがエディットされているなど、音源とは若干異なるバージョンが披露されることがある。
12. Pride
  - 作詞：daiki　作曲：kono(te')・daiki

本作にて初音源化。リード曲としてミュージックビデオが公開された。
ミュージックビデオは札幌駅前やタワーレコード渋谷店、関西地区の大型ビジョンにてメンバーのコメントと共にオンエアされていた。
13. Never End
  - 作詞：Rui　作曲：kono(te')

配信アルバム「LOVE」収録曲。
当初は「NEVER END」の表記であった。